# 埃斯托略
埃斯托略，是西班牙拉里奥哈自治区的一个市镇。总面积16平方公里，总人口122人（2001年），人口密度8人/平方公里。